# 휘트니 미술관

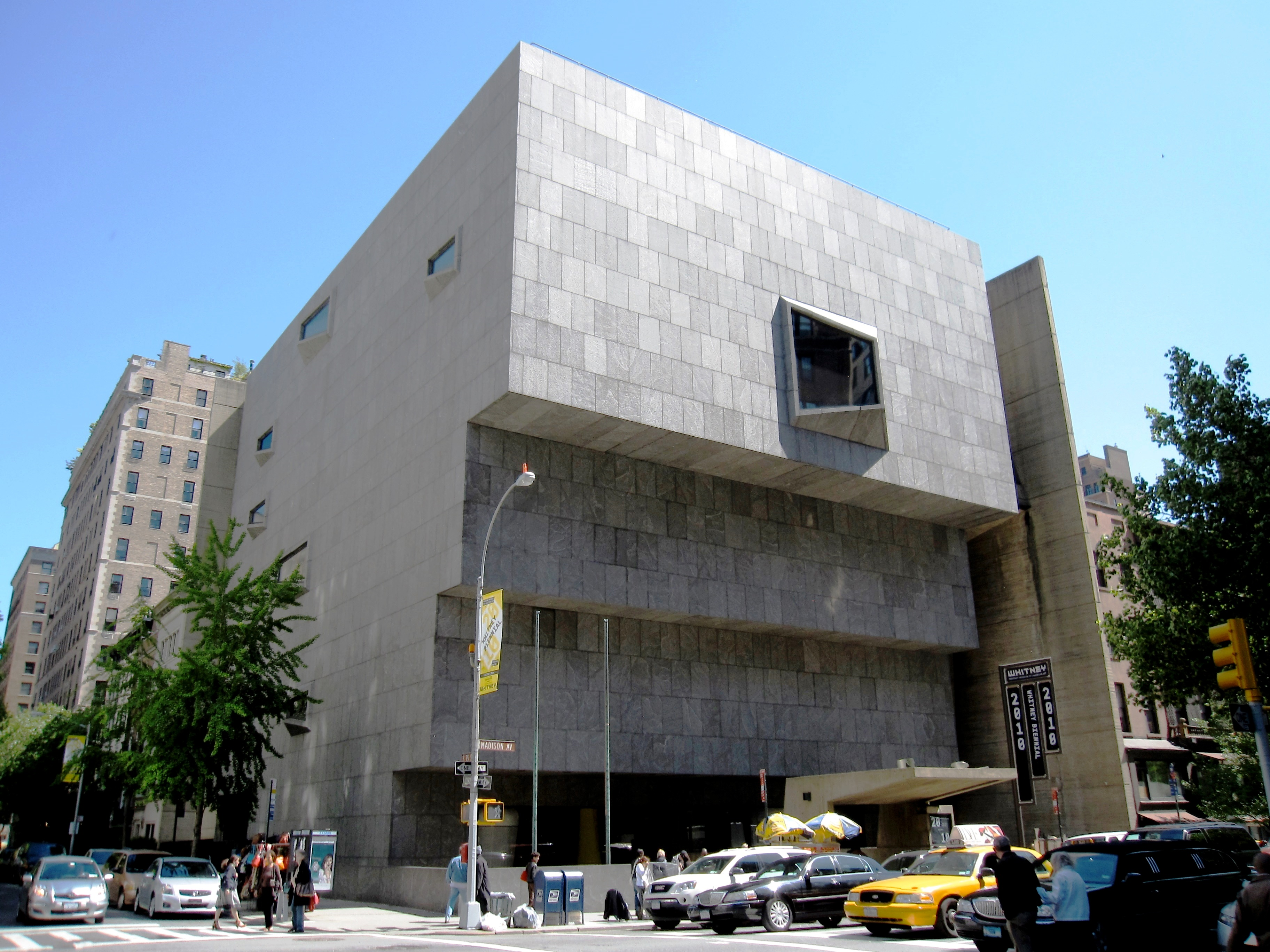
휘트니 미술관

휘트니 미술관(Whitney Museum of American Art)은 뉴욕에 위치한 미술관으로, 거트루드 밴더빌트 휘트니에 의해 1931년 설립되었다. 1966년 마르셀 브로이어에 의해 맨해튼의 매디슨가로 이전하였으며, 2015년 하이라인파크가 위치한 허드슨강변의 갱스부르트가로 다시 이전하였다.